# 伊崎花菜
伊崎 花菜（いさき はな、2004年7月9日 - ）は、日本の女優、モデル。東京都出身。スターダストプロモーション制作3部所属。

## 略歴
2004年、東京都出身。
2020年「STARDUST × sweet モデルオーディション」でグランプリを獲得し、デビュー。
2022年、短編映画「日曜日とマーメイド」で初出演・初主演。

## 出演

### MV
- back number「水平線」リリックビデオ（2020年）

### テレビドラマ
- 『東京放置食堂』第6話 本田サチ 役（2022年10月20日、テレビ東京）
- 「一ノ瀬陽鞠のパカッとひまりん」（2022年8月7日、14日 MRO放送）

### 映画
- 短編映画「日曜日とマーメイド」初出演・初主演（2022年）

### その他
- 「Rakuten Girls Award 2022 SPRING/SUMMER」（2021年）